# Comtat de Koprivnica-Križevci
El Comtat de Koprivnica-Križevci - Koprivničko-križevačka županija és un comtat del nord de Croàcia. Ha pres el nom de dues entitats, les ciutats de Koprivnica i Križevci.
El comtat de Koprivnica-Križevci limita amb el comtat de Medjimurje al nord, amb el comtat de Varaždin al nord-oest, amb el comtat de Zagreb al sud-oest, amb el comtat de Bjelovar-Bilogora al sud i amb el comtat de Virovitica-Podravina al sud-est.

## Divisió administrativa
Koprivnica-Križevci es divideix en:
- Ciutat de Koprivnica
- Vila de Križevci
- Vila de Đurđevac
- Municipi de Drnje
- Municipi de Đelekovec
- Municipi de Ferdinandovac
- Municipi de Gola
- Municipi de Gornja Rijeka
- Municipi de Hlebine
- Municipi de Kalinovac
- Municipi de Kalnik
- Municipi de Kloštar Podravski
- Municipi de Koprivnički Bregi
- Municipi de Koprivnički Ivanec
- Municipi de Legrad
- Municipi de Molve
- Municipi de Novigrad Podravski
- Municipi de Novo Virje
- Municipi de Peteranec
- Municipi de Podravske Sesvete
- Municipi de Rasinja
- Municipi de Sokolovac
- Municipi de Sveti Ivan Žabno
- Municipi de Sveti Petar Orehovec
- Municipi de Virje

## Govern del comtat
Lideratge actual
- Župan (prefecte): Josip Friščić (HSS)
- Segon župan: Darko Koren (HSS)
- Tercer župan: Vjekoslav Flamaceta (SDP)

L'assemblea del comtat és formada per 41 representants, presidida per Milivoj Androlić (SDP) i composta per:
- HSS-SDP: 27
  - Partit dels Camperols de Croàcia (HSS)
  - Partit Socialdemòcrata de Croàcia (SDP)
- Uniói Democràtica Croata (HDZ): 10
- DC-HDSS: 2
  - Centre Democràtic (DC)
  - Partit Democràtic dels Camperols Croats (HDSS)
- HSLS-HNS-LS-HSU: 2
  - Partit Social Liberal de Croàcia (HSLS)
  - Partit Popular Croat (HNS)
  - Partit Liberal (LS)
  - Partit dels Pensionistes Croats (HSU)

Basat en els resultats de les eleccions del 2005.